# Karen Whitefield

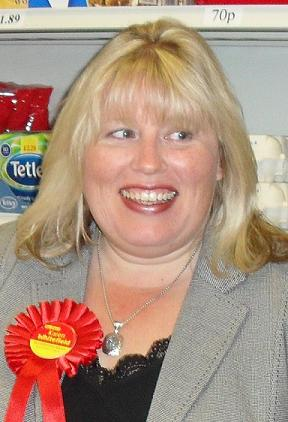
Karen Whitefield

Karen Whitefield (* 1970 in Bellshill) ist eine schottische Politikerin und Mitglied der Labour Party.

## Leben
Whitefield wuchs in Shotts auf und besuchte die Dykehead Primary School und die Calderhead High School. Anschließend ging sie an die Glasgow Caledonian University und schloss im Fach Public Administration and Management ab.

## Politischer Werdegang
1988 trat Whitefield in die Labour Party ein und unterstützte den Unterhausabgeordneten John Reid bei seiner Arbeit. 1991 wurde sie persönliche Assistentin der Unterhausabgeordneten Rachel Squire.
Bei den Schottischen Parlamentswahlen 1999 trat Whitefield als Kandidatin der Labour Party für den Wahlkreis Airdrie and Shotts an. Mit deutlichem Vorsprung vor dem Kandidaten der SNP errang sie das Mandat und zog in das neugeschaffene Schottische Parlament ein. Bei den folgenden Parlamentswahlen 2003 und 2007 verteidigte sie ihr Mandat. Die Parlamentswahlen 2011 brachten ein Wechsel des Abgeordneten von Airdrie and Shotts, denn dem SNP-Politiker Alex Neil gelang es erstmals den Wahlkreis für seine Partei zu gewinnen. Nach den massiven, landesweiten Stimmverlusten der Labour Party bei diesen Wahlen wurde die Partei personell weitgehend neu ausgerichtet. In diesem Zuge wurde Whitefield zur Schattenministerin für Kinder und Jugendliche ernannt.